# Klingenberger Straße 139 (Böckingen)

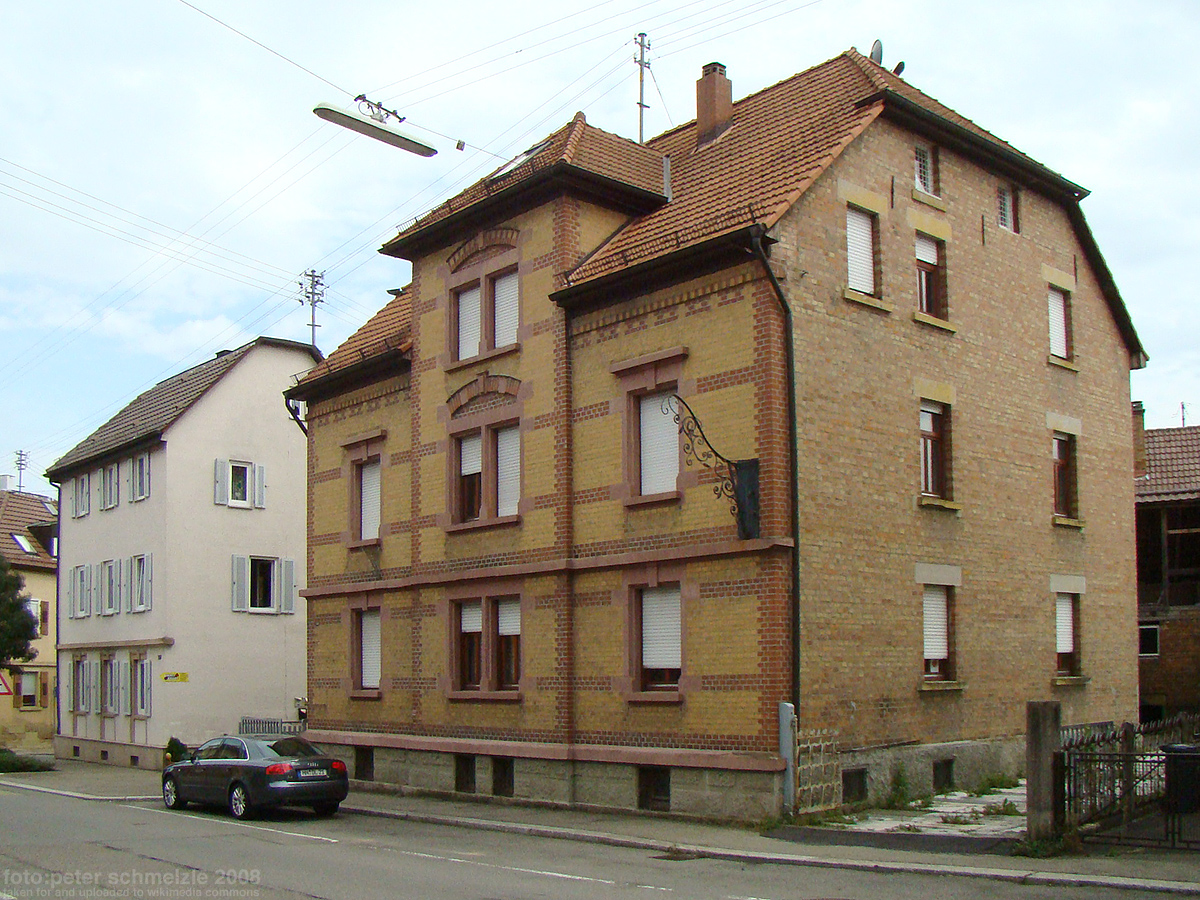
Klingenberger Str. 139 in Heilbronn-Böckingen

Das Wohnhaus Klingenberger Straße 139 im Heilbronner Stadtteil Böckingen ist ein privater Profanbau, der im Jahre 1898 nach Plänen des Architekten Schulz für den Böckinger Bauunternehmer D. Schellenberger errichtet wurde und inzwischen unter Denkmalschutz steht.
Das Wohnhaus liegt im südlichen Bereich des Stadtteils Böckingen, der Ende des 19. Jahrhunderts in der Phase der südlichen Ortserweiterung bebaut wurde.

## Beschreibung
Das Wohnhaus ist ein traufständiger zweistöckiger Bau, der nach oben mit einem Krüppelwalmdach abschließt. Die zur Straße gerichtete Fassade wird durch einen dreistöckigen Mittelrisalit gegliedert. Das gesamte Gebäude ist, wie viele andere in dem Ortsteil, in dekorativem Sichtmauerwerk aus Ziegeln der ehemaligen Ziegelei Böckingen ausgeführt. Horizontal und an den Kanten betonen farbig glasierte Ziegel das einheitliche Erscheinungsbild.